# Glyphodes cleonadalis
Glyphodes cleonadalis is een vlinder uit de familie van de grasmotten (Crambidae), uit de onderfamilie van de Spilomelinae. De wetenschappelijke naam van deze soort is voor het eerst voorgesteld als Margaronia cleonadalis door Charles Swinhoe in een publicatie uit 1904.
De soort komt voor in Borneo.